# Иван Въсенски
Иван Въсенски е български революционер, деец на Вътрешната македонска революционна организация.

## Биография
Иван Въсенски е роден в Лешко, тогава в Османската империя. По професия е учител и работи в родното си село. Присъединява се към ВМРО и е районен началник на Спомагателната организация в Петрички окръг.